# Марк Єрусалимський
Марк або Магалія, 16-й єпископ Єрусалиму (помер у 156 р.), перший неєврейський єпископ Єрусалиму, перейменованого на Елію Капітоліну (135 рік).
Його наступником став єпископ Касіян.
День пам'яті — 22 жовтня.